# Saaler Bodden

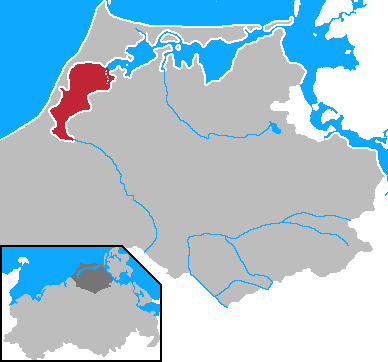
Ligging van de Saaler Bodden (rood)

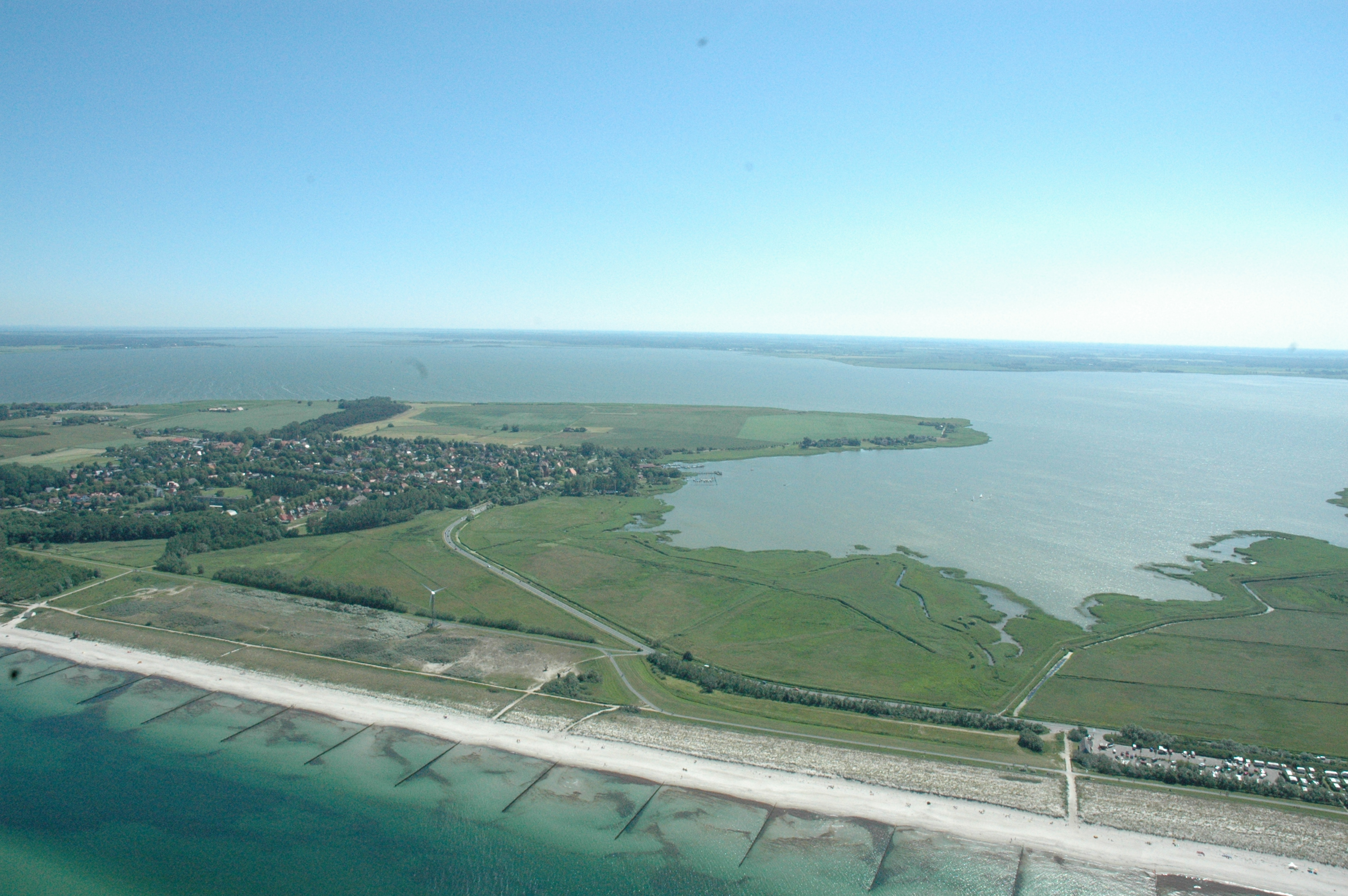
Fischland met op de voorgrond de Permin en op de achtergrond de Saaler Bodden

De Saaler Bodden is een binnenwater aan de Oostzee, dat daarvan wordt gescheiden door Fischland in het westen en Darß in het noorden. Het is het zuidwestelijkste, verst van zee gelegen gedeelte van de Darß-Zingster Boddenkette, een keten van wateren voor de Duitse noordoostkust. De gemiddelde diepte bedraagt 2 meter.
De Saaler Bodden wordt in het zuiden, waar hij ook Ribnitzer See heet, gevoed door de Recknitz. Hier ligt de dubbelstad Ribnitz-Damgarten, de enige stad aan deze lagune. De naamgever ervan is echter het noordoostelijker gelegen, veel kleinere Saal.
De doorgang naar de Bodstedter Bodden, de volgende lagune van de keten, heet de Koppelstrom. In de middeleeuwen waren er nog twee rechtstreekse doorgangen naar zee: de Permin ten zuiden van Wustrow, die Fischland van het vasteland scheidde, en de Loop ter hoogte van Ahrenshoop, die Fischland van Darß scheidde. Beide zeearmen zijn door verlanding verdwenen. De Permin leeft voort als onderdeel van de Saaler Bodden.
Een klein gedeelte van de Saaler Bodden behoort tot het nationale park Vorpommersche Boddenlandschaft.